# Charlotte Armstrong
Charlotte Armstrong, eigentlich Charlotte Armstrong Lewi (* 2. Mai 1905 in Vulcan, Michigan, USA; † 18. Juli 1969 in Glendale, Kalifornien), war eine US-amerikanische Schriftstellerin.

## Leben
Armstrong besuchte die University of Wisconsin–Madison und erhielt 1925 am Barnard College ihren Bachelor of Arts. Sie war verheiratet mit Jack Lewi, mit dem sie eine Tochter und zwei Söhne hatte.
Unter den Namen Charlotte Armstrong und Jo Valentine schrieb sie über 28 Romane – in erster Linie Kriminalromane und Thriller – und arbeitete darüber hinaus für die Werbeabteilung der New York Times, als Modejournalistin für Breath of the Avenue und in einer Wirtschaftsprüfungsgesellschaft.
Bevor sie sich der Kriminalliteratur zuwandte versuchte sie sich zunächst als Dramatikerin. Armstrong verfasste über zwanzig Romane, viele Kurzgeschichten und Fernsehskripte für Alfred Hitchcock.
1957  erhielt sie für A Dram of Poison (dt. Ein Schluck Gift) den Edgar Allan Poe Award  (Kategorie Bester Roman). Zwei weitere ihrer Romane (The Gift Shop und Lemon in the Basket, 1967) wurden für den Edgar Allan Poe Award nominiert. Auch drei ihrer Kurzgeschichten (And Already Lost (1957), The Case for Miss Peacock (1965) und The Splintered Monday (1966)), die alle im Ellery Queen’s Mystery Magazine erschienen waren, wurden für den Edgar Award nominiert.

## Werke
- Lay On, MacDuff! (1942)
- The Case of the Weird Sisters (1943)
- The Innocent Flower (alternativer Titel: Death Filled the Glass) (1945)
- The Unsuspected (1946)
- The Chocolate Cobweb (1948)
- Mischief (1950), deutsch (1968) Der Babysitter
- The Black-Eyed Stranger (1951)
- Catch-As-Catch-Can (auch veröffentlicht als: Walk Out on Death) (1952)
- The Better to Eat You (auch veröffentlicht als: Murder's Nest) (1954)
- The Dream Walker (auch veröffentlicht als: Alibi for Murder) (1955)
- A Dram of Poison (Edgar Award) (1956)
- The Albatross (Kurzgeschichten) (1957), deutsch: Der Albatros
- Incident at a Corner (1957)
- Duo (2 Novellen) (1959)
- The Seventeen Widows of San Souci (1959)
- Something Blue (1962)
- Then Came Two Women (1962)
- A Little Less Than Kind (1963)
- The Mark of the Hand (1963)
- The One-Faced Girl (1963)
- Who's Been Sitting in My Chair? (1963)
- The Witch's House (1963)
- The Turret Room (1965)
- Dream of Fair Woman (1966)
- I See You (Kurzgeschichten) (1966)
- The Gift Shop (1967)
- Lemon in the Basket (1967)
- The Balloon Man (1968)
- Seven Seats to the Moon (1969)
- The Protege (1970)

unter ihrem Pseudonym als Jo Valentine erschien:
- The Trouble in Thor (auch veröffentlicht als: And Sometimes Death)

## Verfilmungen
- 1947: Der Unverdächtige (The Unsuspected)
- 1952: Versuchung auf 809
- 1960: Startime: Zwischenfall an der Ecke (Fernsehfilm, Incident at a Corner)
- 1970: Der Riß
- 2000: Chabrols süßes Gift – nach dem Roman The Chocolate Cobweb